# آلنا میهولووا
آلنا میهولووا (چکی: Alena Mihulová؛ زادهٔ ۴ مهٔ ۱۹۶۵) بازیگر اهل جمهوری چک است.
از فیلم‌ها یا برنامه‌های تلویزیونی که وی در آن نقش داشته‌است می‌توان به سه شهریار، همسر نگهبان باغ وحش، رؤیاهای ممنوعه و انتروپوید اشاره کرد.